# 森徹山
森 徹山（もり てつざん、安永4年（1775年） - 天保12年5月6日（1841年6月24日）は、江戸時代後期に大坂で活躍した森派、四条派の絵師。名は守真、字は子玄または子真、通称は文蔵、徹山は号。森周峰の実子で、叔父・森狙仙の養子となり、森派を継いだ。晩年の円山応挙の弟子となって、応挙十哲に数えられる。

## 略伝
大坂船町（現在の大阪市大正区）で、森周峰の子として生まれる。寛政2年（1790年）徹山16歳時の『浪華郷友録』では、森周峰、森狙仙の次に徹山の名も記載されており、既に狙仙の養子となり、名の知られた絵師だったことがわかる。狙仙の勧めで、晩年の円山応挙について画を学び、寛政7年（1795年）の大乗寺障壁画制作では、わずか21歳で小画面ながら『山雀図』を描いている。徹山の妻はゑんといって京都の仏師・田中弘教利常の娘だったが、ゑんの姉・幸は応挙のあとを継いだ円山応瑞の妻であり、徹山と応瑞は義兄弟といえる。
大坂に住み、しばしば木村蒹葭堂宅を訪ねている。また、大坂と京都と行き来し、円山派を大坂にひろめた。更に晩年には、熊本藩細川家に仕えている。67歳で病没。墓は、森家の菩提寺である大阪北区兎我野町の西福寺と、京都仏光寺大宮西入にある森寛斎系の菩提寺・帰命院にある。
画風は実父・周峰から学んだ狩野派と、養父・狙仙ゆずりの動物写生に円山派の写実を加味し、中心的画題を包み込む雰囲気の描写に意を凝らし、情緒性に富むのが特色である。特に動物画を得意とし、狙仙のように猿だけでなく、あまり描かれない動物も巧みに描いている。
徹山には二男二女がいたが、男子は共に妻の実家・田中家の養子となり、仏師となったため森派を継がなかった。弟子に長女・柳と目合わせ婿養子となった森一鳳、養子となった森寛斎、他に森雄山、和田呉山など。

## 作品

春鶴秋鹿図屏風
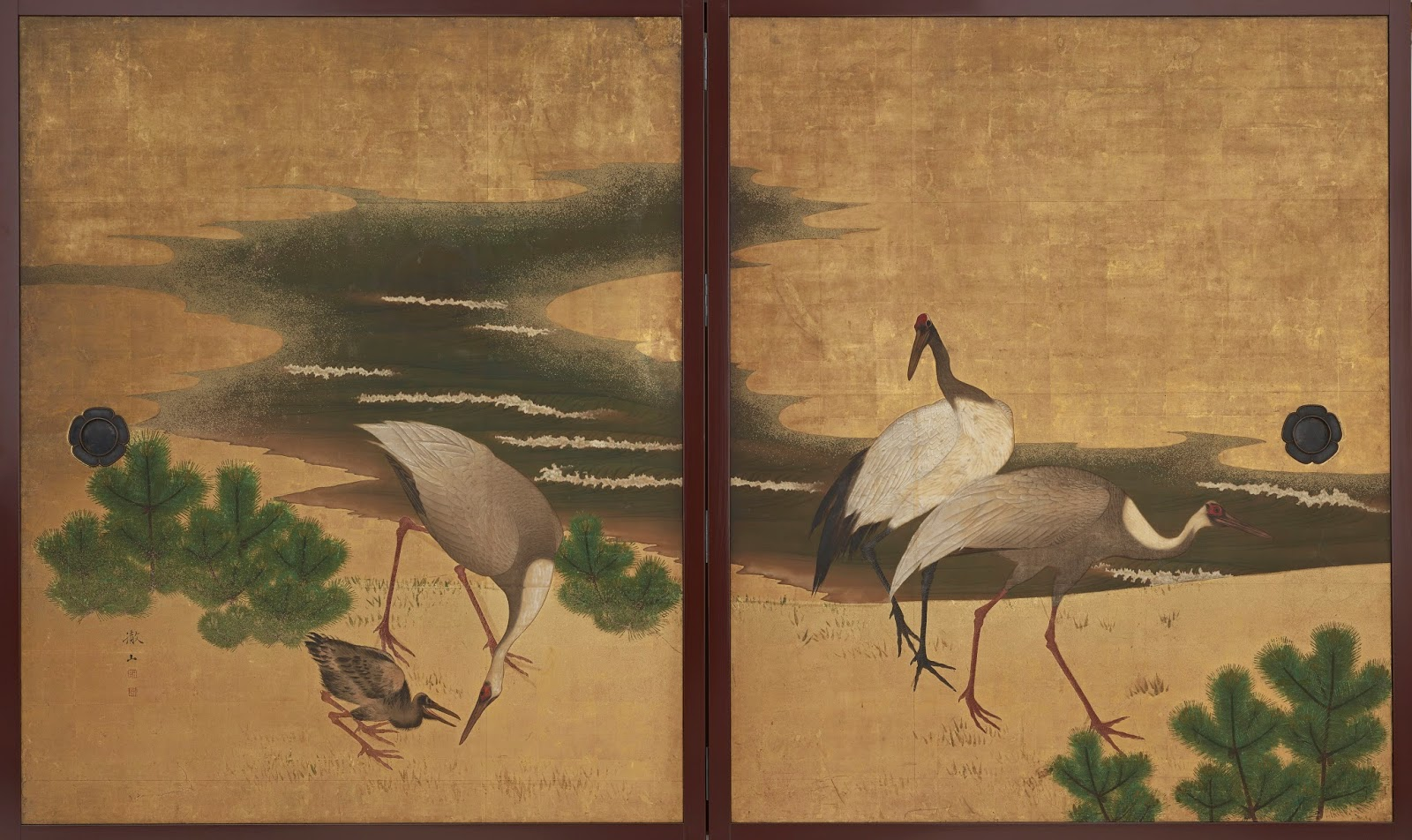
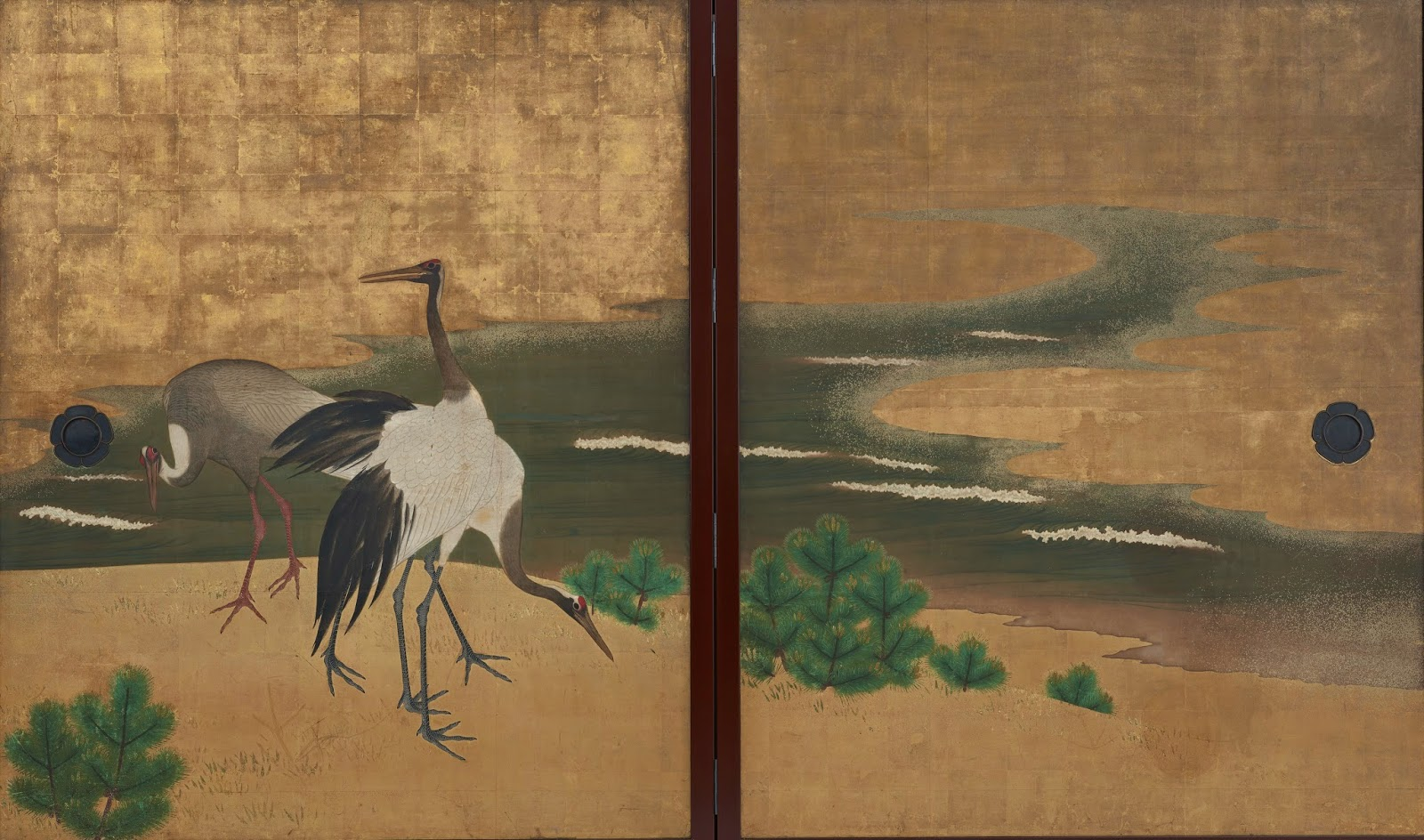
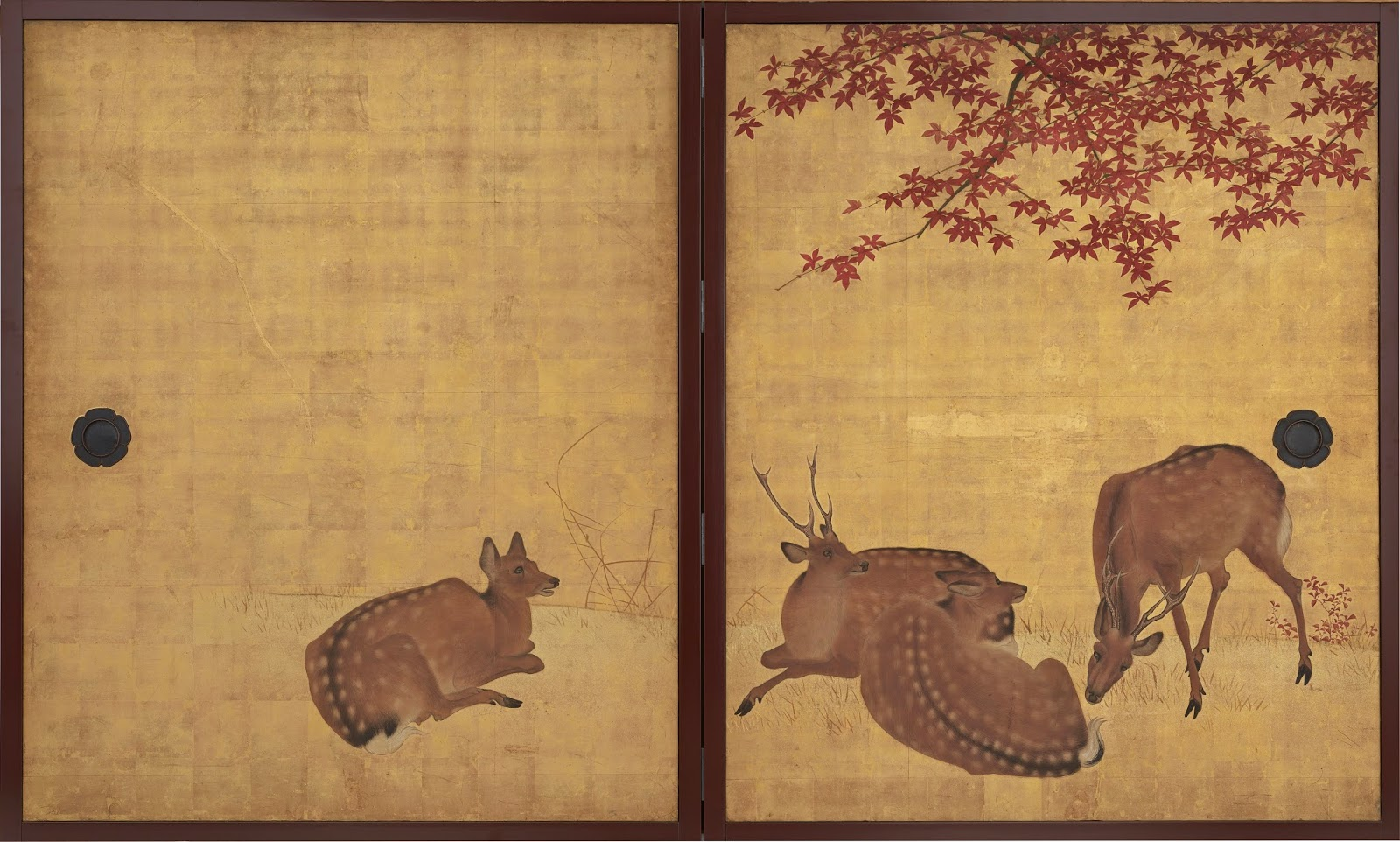
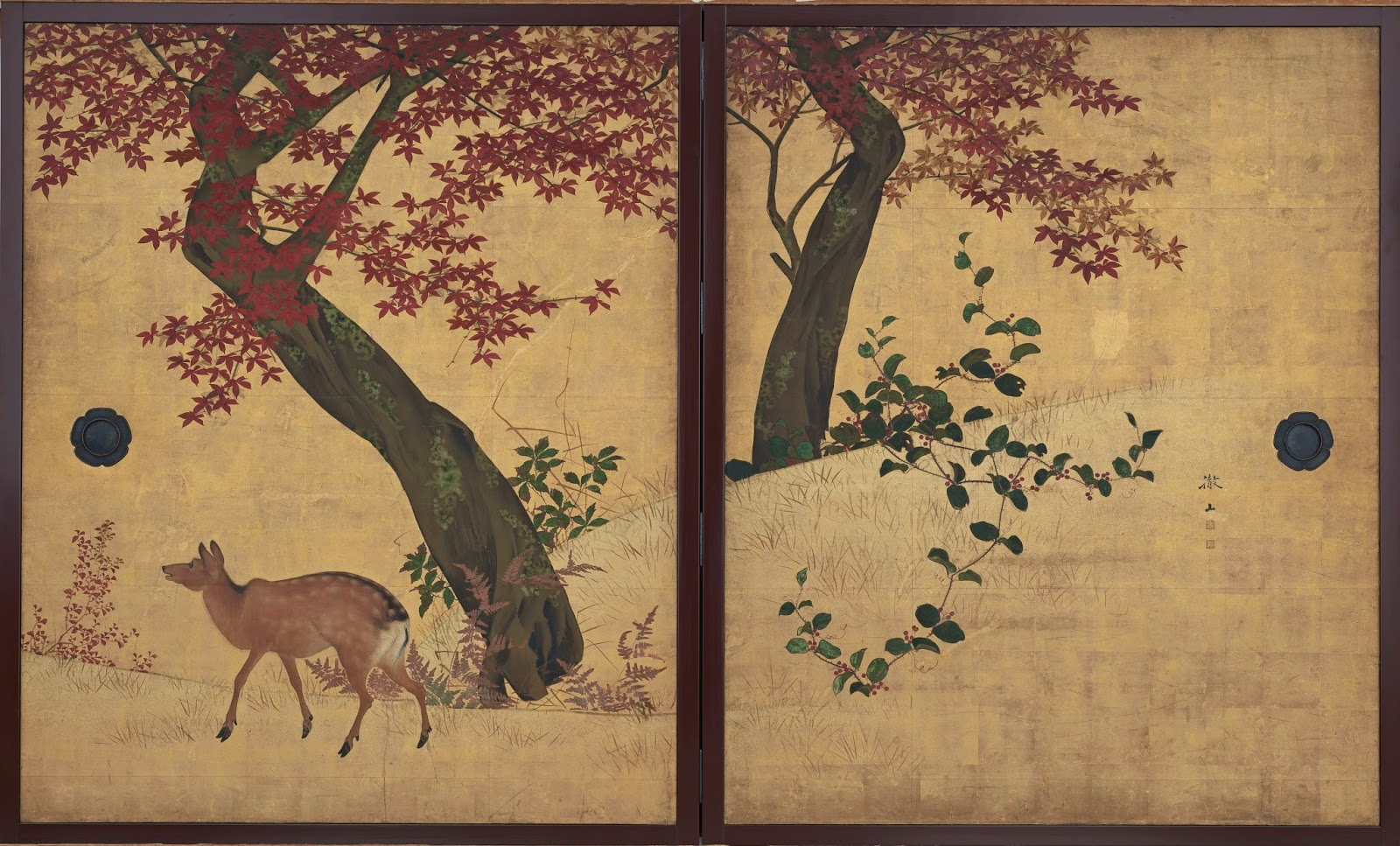

| 作品名         | 技法         | 形状・員数   | 寸法（縦x横cm） | 所有者                     | 年代              | 落款・印章                         | 備考 |
| -------------- | ------------ | ------------ | --------------- | -------------------------- | ----------------- | ---------------------------------- | --- |
| 双牛図屏風     | 紙本銀地著色 | 四曲一隻     | 164.8x281.2     | 東京国立博物館             |                   |                                    | |
| 孔雀図         | 絹本著色     | 双幅         |                 | 三の丸尚蔵館               |                   | 款記「徹山」                       | |
| 唐人市馬図     | 紙本著色     | 1幅          | 93.7x177.2      | 三の丸尚蔵館               |                   | 款記「徹山」                       | |
| 百鶴図屏風     | 紙本著色     | 六曲一双     | 158.7x353.0     | ハラ ミュージアム アーク   |                   | 款記「徹山」/白文方印2顆           | 下記の「千羽鶴図屏風」より先行する作品で、海岸線が逆方向に伸びている。                                                                 |
| 牡丹孔雀図     | 紙本金地著色 | 襖4面        |                 | 善行寺                     |                   |                                    | |
| 秋山孤鹿図     | 襖4面        | 紙本墨画淡彩 |                 | 仁和寺小書院               |                   |                                    | 京都市指定登録文化財（美術工芸）。仁和寺の奥座敷の襖絵全20面を、徹山、東東洋、谷文晁、原在中、岸駒らが4面ずつ制作した。                |
| 文殊菩薩図     | 紙本著色     | 1幅          |                 | 西福寺                     | 1806年（文化3年） |                                    | 狙仙「釈迦図」、周峰「普賢菩薩図」との合作                                                                                             |
| 秋草鹿図       | 紙本著色     | 二曲一双     |                 | 普賢院                     |                   |                                    | |
| 双鹿図屏風     | 紙本墨画     | 二曲一隻     | 153.9x170.6     | 京都国立博物館             |                   | 款記「徹山」                       | |
| 吉野画像       | 絹本著色     | 1幅          |                 | 奈良県立美術館             |                   |                                    | 江戸初期に一世を風靡した島原の吉野太夫の肖像。                                                                                         |
| 小町亡霊図     | 絹本著色     | 1幅          |                 | 福岡市博物館               |                   | 落款「土佐光起図応需写之 徹山」    | 吉川観方旧蔵。 観方は本図の落款から、江戸前期には足のない幽霊が描かれていたとしている（『絵画に見えたる妖怪』 美術図書出版、1925年）。 |
| 群鳥図         |              | 1幅          |                 | 熊本県立美術館             |                   |                                    | 大幅に1300羽以上の鳥が細密に描き分けられている。                                                                                       |
| 松下双虎図     | 絹本著色     | 1幅          | 177.1x144.3     | ボストン美術館             |                   | 款記「徹山」                       | |
| 蕨図           | 紙本著色     | 1幅          | 129.9x59.7      | ボストン美術館             |                   | 款記「添加多久利草 徹山」          | |
| 琴棋書画図     | 絹本著色     | 1幅          | 111.9x56.5      | ボストン美術館             |                   | 款記「徹山」                       | |
| 春鶴秋鹿図屛風 | 紙本金地著色 | 二曲二双     |                 | ファインバーグコレクション |                   | 款記「徹山」                       | |
| 仏涅槃図       | 絹本著色     | 1幅          | 151x115         | 心遠館コレクション         | 1837年（天保8年） | 款記「六十三翁徹山森守眞薫沐敬寫」 | |
| 千羽鶴図屏風   | 紙本著色     | 六曲一双     | 171.7x337.6     | 心遠館コレクション         |                   | 無款                               | 絶筆 |

- 春鶴秋鹿図屏風